# Список умерших в 947 году

## Апрель
- 10 апреля — Гуго Арльский, граф Арля (ок. 895—928), граф Вьенна (ок. 895—926), король Италии (926—945), король Нижней Бургундии (928—933)[1].

## Май
- 18 мая — Елюй Яогу, второй император Киданьской империи (926—947).

## Август
- 19 августа — Абу Язид аль-Хариджи, лидер антифатимидского восстания в Ифрикии.

## Ноябрь
- 23 ноября — Бертольд, герцог Баварии (938—947).